# Disque microsillon
Pour les articles homonymes, voir Disque.

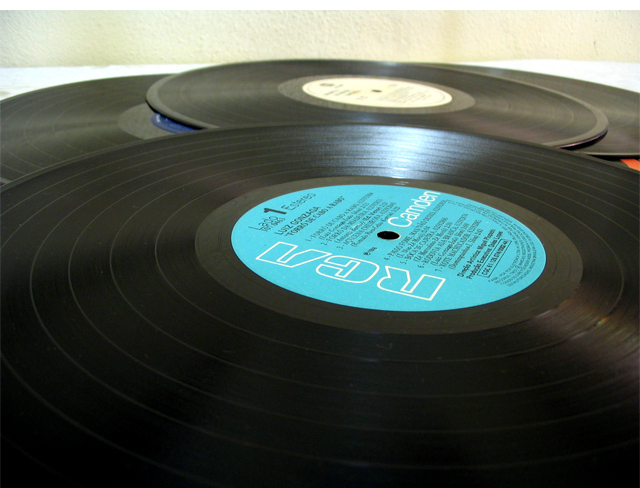
Disques microsillon.

Le disque microsillon a été le principal support de diffusion d'enregistrement sonore commercial pendant la seconde moitié du XXe siècle. Appelé à ses débuts microsillon, par opposition au 78 tours, puis disque, de son succès commercial à l'apparition du disque compact dans les années 1980, il est aussi appelé, par synecdoque vinyle ou disque vinyle depuis les années 2000, quand il connaît un relatif renouveau après avoir presque disparu, tandis que le CD décline face à la musique en ligne.
Le développement du polychlorure de vinyle, une matière plastique synthétique et le développement des tourne-disques à amplificateur électronique ont permis de multiplier par cinq ou six la durée d'écoute pour un disque de même taille tout en améliorant la qualité sonore : le bruit de fond et la distorsion diminuent, la bande passante s'élargit. Le disque phonographique devient plus léger et plus durable. L'enregistrement peut être stéréophonique.
Un sillon en spirale parcourt la surface de chaque face. Le début de l'enregistrement se trouve côté extérieur. Les vitesses, le sens de rotation du disque, la largeur et la forme du sillon sont définies pour permettre d'utiliser tous les disques sur n'importe quel appareil. La forme et la taille des disques peuvent varier sans nuire à leur compatibilité. Il existe principalement deux formats, LP (de l'anglais « long play », « longue durée ») quand il s'agit d'un disque de 30 cm de diamètre tournant à 33 tours par minute, et single (avec généralement un seul morceau par face) pour un disque de 17,5 cm de diamètre tournant à 45 tours par minute. Les disques sont en général de couleur noire comme leurs prédécesseurs ; des disques de formes diverses ont été produits, notamment des « disques » paradoxalement carrés, et des disques de couleurs y compris aussi transparents, souples, décorés d'images comme les picture-discs, tous possédant un sillon lisible par les appareils ordinaires.

## Histoire

### Origines
Le microsillon remplaça, au milieu du XXe siècle, le disque sillon standard (disque 78 tours). Grâce au développement des tourne-disques à amplificateur électronique et l'enregistrement par l'intermédiaire de magnétophones, il apportait un progrès considérable sur de nombreux aspects :
- réduction du bruit de surface par rapport aux « chuintements et/ou crépitements » des 78 tours ;
- augmentation de la durée d'écoute, environ cinq fois plus importante pour un 33 tours de même taille ;
- disque devenu pratiquement incassable, contrairement aux fragiles disques 78 tours ;
- disque moins épais et beaucoup plus léger ;
- possibilité d'une extension de reproduction sonore vers les aigus jusqu'à une fréquence de 16 kilohertz ;
- moindre usure de la pointe de lecture et du disque grâce à une moindre force d'appui.

L'enregistrement sur disque plat, mis au point par l'Allemand Emile Berliner en 1887, pouvait être lu sur des appareils entièrement mécaniques. Le mouvement latéral de l'aiguille dans le sillon faisait vibrer la membrane qui produisait le son. Aucune puissance ne pouvant s'ajouter à celle que générait ce contact, il fallait un sillon suffisamment profond ; et comme l'amplitude de la vibration sonore dépend de celle de l'aiguille dans son déplacement latéral, il fallait aussi que les spires ne soient pas trop serrées.
À partir de l'invention de l'amplificateur électronique vers 1920, on put obtenir un son plus puissant en transformant le mouvement de l'aiguille en courant électrique. L'aiguille extrayant peu de puissance mécanique du sillon, il n'était plus nécessaire qu'elle appuie aussi fort. Le bénéfice était immédiat : le frottement, et donc le bruit de fond diminuait, et le disque s'usait moins vite.
Vers 1940, la plupart des tourne-disques neufs étaient électriques. Beaucoup de ménages en mesure d'acheter des disques possédaient déjà un amplificateur, dans un récepteur radio. À cette époque, l'industrie chimique produisait un grand nombre de matières plastiques nouvelles. Dans les laboratoires des grandes compagnies d'enregistrement de disques, on expérimentait des mélanges susceptibles de donner de meilleurs résultats que la gomme-laque, la matière plastique d'origine naturelle qui constituait la surface des disques, en anglais « shellac ». Quand la seconde Guerre mondiale interrompit l'importation en Amérique de la gomme-laque, les compagnies produisirent des disques 78 tours à support de polychlorure de vinyle. Ces disques coûtaient moins cher que les disques shellac, mais résistaient moins longtemps à l'action des aiguilles de phonographes mécaniques.
En 1946, la Columbia Records dépose un brevet aux États-Unis pour un disque plat en polychlorure de vinyle, qui ne peut être joué que sur un tourne-disques à amplification électronique. L'utilisation du vinyle, une matière plastique thermoformable, accélère aussi la production et diminue le coût de reproduction, d'emballage et d'expédition, le disque étant considérablement plus léger. La taille et l'excursion latérale du sillon sont réduites, et la compagnie fait la publicité de son produit sous le nom de « microsillon » (« microgroove ») ; et comme la réduction de l'encombrement du sillon permet d'allonger le temps de musique sur chaque face, d'autant plus que la vitesse de rotation a pu être réduite à 33 ¹⁄₃ tours par minute, on le dit « long play » (LP) avec jusqu'à 23 minutes par face. Le vinyle (avec ses additifs) laissait aussi l'aiguille du tourne-disques glisser sur le sillon avec moins de frottement que sur la gomme-laque, ce qui réduisait considérablement le bruit de fond. Les progrès de l'amplification électronique et des techniques d'enregistrement et de gravure des matrices permettaient d'élargir la gamme des fréquences transmises.
En 1925, un procédé de sonorisation de films de cinéma avait utilisé des disques de sillon standard de 40 cm de diamètre à 33 ¹⁄₃ tours par minute pour 11 min de son synchronisé avec une bobine de 300 m de film, le Vitaphone. Le disque microsillon va adopter cette vitesse, déterminée par la bande passante et la dynamique sonore souhaitées, la largeur des sillons, la taille du disque, et un rapport simple avec la vitesse de rotation d'un moteur synchrone aussi bien dans les régions à distribution électrique à 60 Hz que dans celles à 50 Hz.
Un enregistrement datant de 1945 du Concerto pour violon, op. 64 de Felix Mendelssohn, interprété par le violoniste russe Nathan Milstein et dirigé par le chef allemand Bruno Walter avec l'Orchestre philharmonique de New York, pressé trois ans plus tard par Columbia Records, devint le premier 33 tours de l'industrie phonographique. RCA lance le single, disque de 18 cm tournant à 45 tours par minute, avec un large trou central, qui donne jusqu'à cinq minutes et demie de musique par face, en 1949, à destination des juke-box.
Le coût d'achat de l'appareil capable de lire les microsillons pour des consommateurs possédant aussi d'anciens disques causa la première baisse des ventes de disques depuis leur lancement, jusqu'en 1950.
Les disques en vinyle ont progressivement remplacé le disque 78 tours du milieu des années 1950 à 1959. En France, Pathé-Marconi pressa en 1951 le premier disque microsillon aux usines de Chatou, à la suite des études menées avec le laboratoire de Pechiney. Eddie Barclay favorisa le développement de ces premiers microsillons en France, important 3 000 tourne-disques des États-Unis, créant par la suite sa propre firme sous son label.

### Stéréophonie
À partir de 1958, les disques stéréophoniques vinrent compléter l'amélioration du procédé. Ils exploitaient un principe de gravure mis au point dès 1931 par Alan Blumlein à la BBC, avec des disques 78 tours. À la modulation latérale du disque monophonique s'ajoute une modulation verticale gravée en profondeur, représentant la différence entre le canal gauche et le canal droit. Les disques mono pouvaient donc être lus avec une pointe stéréo. Les lecteurs monophoniques pouvaient lire la réduction monophonique en ne transcrivant que les oscillations latérales de l’aiguille tant que l'amplitude de la gravure verticale ne les perturbait pas. Toutefois, la lecture d’un disque gravé pour la stéréophonie avec une tête monophonique pouvait provoquer une usure anormale du disque.
Afin de ne plus avoir à proposer deux versions de leurs enregistrements, les éditeurs introduisirent dans les années 1960 la gravure universelle, qui limite l'amplitude verticale du sillon, c'est-à-dire la différence instantanée entre canaux. Ces disques lisibles indifféremment avec une pointe mono ou stéréo portaient des mentions comme « stéréo gravure universelle», « stéréo compatible », « synchro-stéréo »[réf. souhaitée] ; « stéréo » signifiait parfois simplement que les disques, enregistrés en monophonie, pouvaient être lus sur un lecteur stéréo, sans pour autant posséder d'effet stéréo. Ce fut le cas des premiers enregistrement des Beatles sous la marque Polydor, ainsi que pour les Kinks du single Sunny Afternoon en « gravure universelle ». Par contre, la version stéréo de la chanson Tomorrow Never Knows des Beatles (en fin de l'album Revolver) contenait un effet d'opposition de phases qui annulait une partie du son si on jouait le disque stéréo sur un lecteur mono[réf. souhaitée]. Un mixage séparé fut donc réalisé pour la version mono.

### Décroissance face au CD
Le succès du disque compact (CD), que Philips a lancé en 1983, a entraîné la décroissance progressive de la diffusion de la musique sur disque microsillon. Le CD imposait l'achat d'un nouvel équipement. Les audiophiles manifestèrent une préférence pour le microsillon pendant les premières années. Marec 1983 comparait dans la revue L'audiophile une édition sur disque analogique vinyle et une édition sur disque numérique CD des mêmes enregistrements. Les critiques pouvaient tout aussi bien viser les techniques d'équilibrage final des disques (de musique classique) que l'enregistrement numérique. La revue avait publié quatre articles techniques plutôt défavorables à l'introduction de la technologie numérique. Dans la deuxième série (1988-1995), Loyer 1989 écrivit une revue très favorable aux CD, et par la suite le disque vinyle ne trouva plus de soutien dans la revue. Les concepteurs de l'enregistrement numérique avaient cru que la disparition totale du bruit de fond et l'accroissement de la dynamique serait une amélioration ; ils durent généraliser le dither, et finaliser avec de la compression.
Les derniers 33 tours de grande production furent diffusés en 1991, et les derniers 45 tours en 1993. Au XXIe siècle, le microsillon reste utilisé pour l'enregistrement de genres musicaux particuliers (jazz, musique actuelle, d'avant-garde, punk ou électronique)[réf. souhaitée].
Le turntablism des disc jockeys en discothèque ne pouvait s'exercer, dans les années 1990, qu'avec des platines tourne-disque vinyle. Des platines CD spécialisées le permettent désormais.

### Concurrence de la musique en ligne

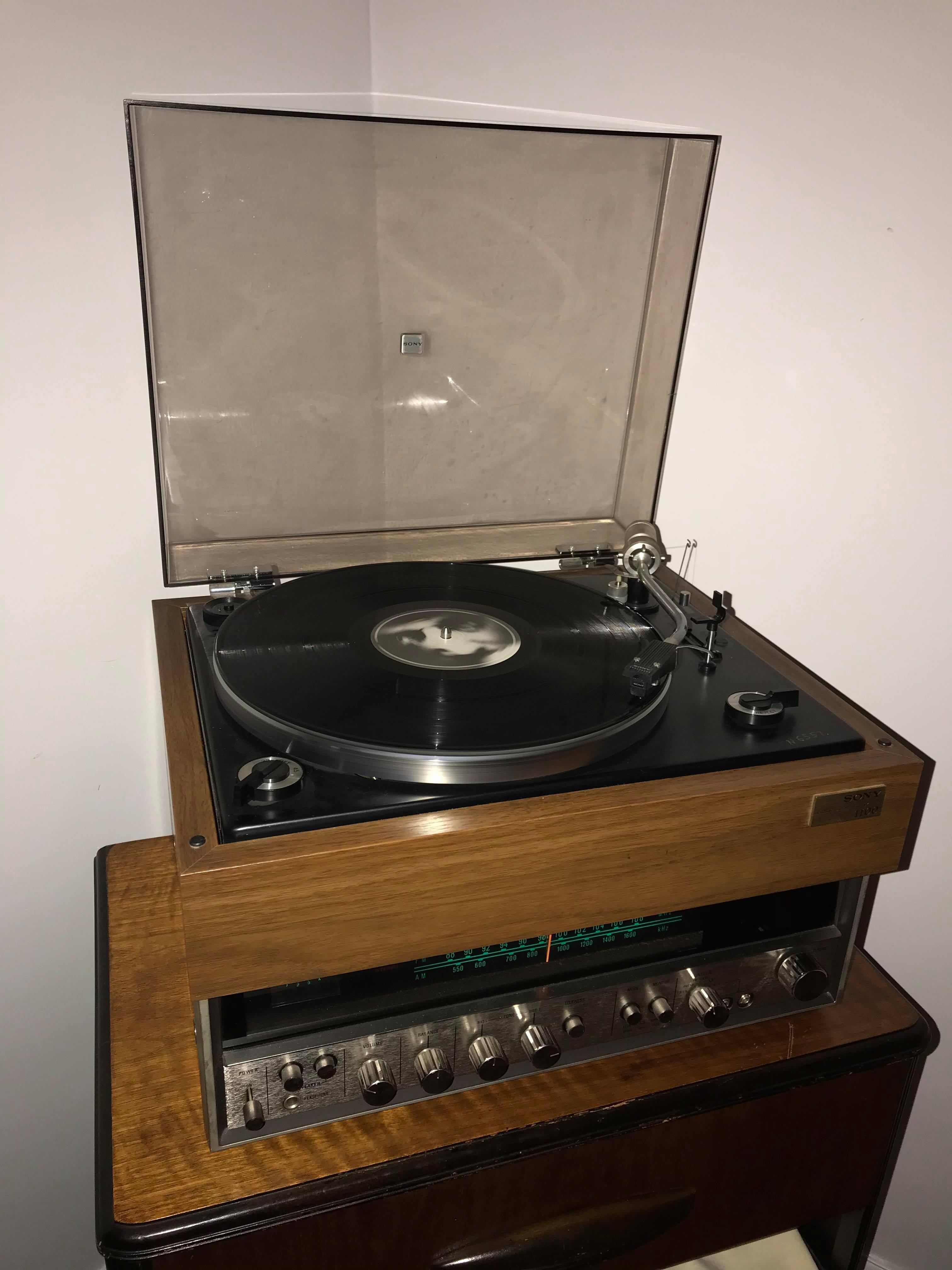
Tourne-disque Sony PS-1100 (1976) avec un microsillon.

À partir des années 2000, la part des téléchargements et, à partir de 2005, de l’écoute en ligne, croissent au détriment du CD. En 2020, la consommation de la musique sur support matériel n’occupe plus que 7 % des parts du marché mondial de la diffusion de musique enregistrée. Dans cette faible partie, les ventes de microsillons augmentent au détriment de celles de CD ; en 2020 aux États-Unis, pour la première fois depuis les années 1980, les revenus de vente des disques vinyle ont dépassé ceux des disques compacts. Cette tendance s'accentue et en 2022 les ventes de vinyles aux États-Unis représentent 70 % de la totalité des ventes physiques d'albums.
Comme pour tous les produits vintage, le disque vinyle conserve des amateurs et des collectionneurs. Les pochettes des albums 30 cm, plus grandes que celles d'un CD et renfermant parfois des livrets plus complets, font l'objet de transactions sur les sites Internet usuels d'achats et de ventes[réf. nécessaire]. La production en France compte plusieurs fabricants.
Des artistes sortent des 33 et 45 tours, un autre fonde une compagnie qui ne presse que des disques vinyles[réf. souhaitée]. Les majors rééditent une partie de leur catalogue en disques vinyle ; de 2009 à 2011, l’album le plus vendu dans ce format est Abbey Road des Beatles (1969), dépassant cent mille exemplaires en 2011. En 2014, les ventes aux États-Unis croissent de 52 % jusqu'à un taux jamais atteint depuis 1991 ; en France elles triplent par rapport à 2010, atteignant, avec 471 000 unités, 1,6 % du chiffre d’affaires. En 2016, les ventes atteignent leur meilleur niveau au Royaume-Uni depuis 25 ans avec plus de 3 200 000 disques vendus soit 5 % du marché des albums (+53 % sur un an). L’année 2018 marque la 13e année consécutive de croissance des ventes de disques vinyle.
Les pénuries de matières premières début 2022 impactent la production et en augmentent les coûts.

### Fabrication aujourd'hui
La fabrication d'un disque microsillon analogique en vinyle nécessite la gravure préalable d'une matrice ou galvano. Aujourd'hui plusieurs studios en France (surtout à Paris) sont équipés de machines permettant leur création à petite échelle à partir de laques, fabriquées à ce jour[Quand ?] uniquement aux États-Unis ou au Japon. Le retour en force du format vinyle amène certains labels américains à créer leur propre usine de pressage, comme le label indépendant Fat Possum.
Des graveurs de disque microsillon à l'unité, comme le Vestax, ont existé jusque vers 2000. Leur prix élevé et la difficulté de trouver des disques vierges font que ces appareils fort rares servent, plus qu'à  des particuliers, à des firmes indépendantes[réf. nécessaire].

## Caractéristiques
Le disque vinyle est un enregistrement analogique mécanique, c’est-à-dire que la forme du sillon est semblable (analogue) au signal électrique qu'elle représente. L'enregistrement analogique ne permet pas de corriger les erreurs de lecture. Un disque vinyle rayé revient sans cesse sur le même passage, un disque poussiéreux craque, l'électricité statique à sa surface génère des craquements sonores. On peut tout au plus atténuer les défauts par filtrage.
En comparaison, les fichiers audio-numériques et le CD représentent le signal audio en procédant à un échantillonnage, puis à une quantification, et un encodage numérique qui transforme le résultat en une séquence de nombres binaires. Cette technique permet au sein du signal de distinguer l'information binaire des parasites qui s'y superposent (tout comme l'œil humain reconnait les lettres et les chiffres déformés et parasités d'un captcha). On peut ainsi éliminer les déformations du signal et retrouver la séquence de nombre binaire initiale, garantissant la fidélité du signal d'origine.

### Lecture

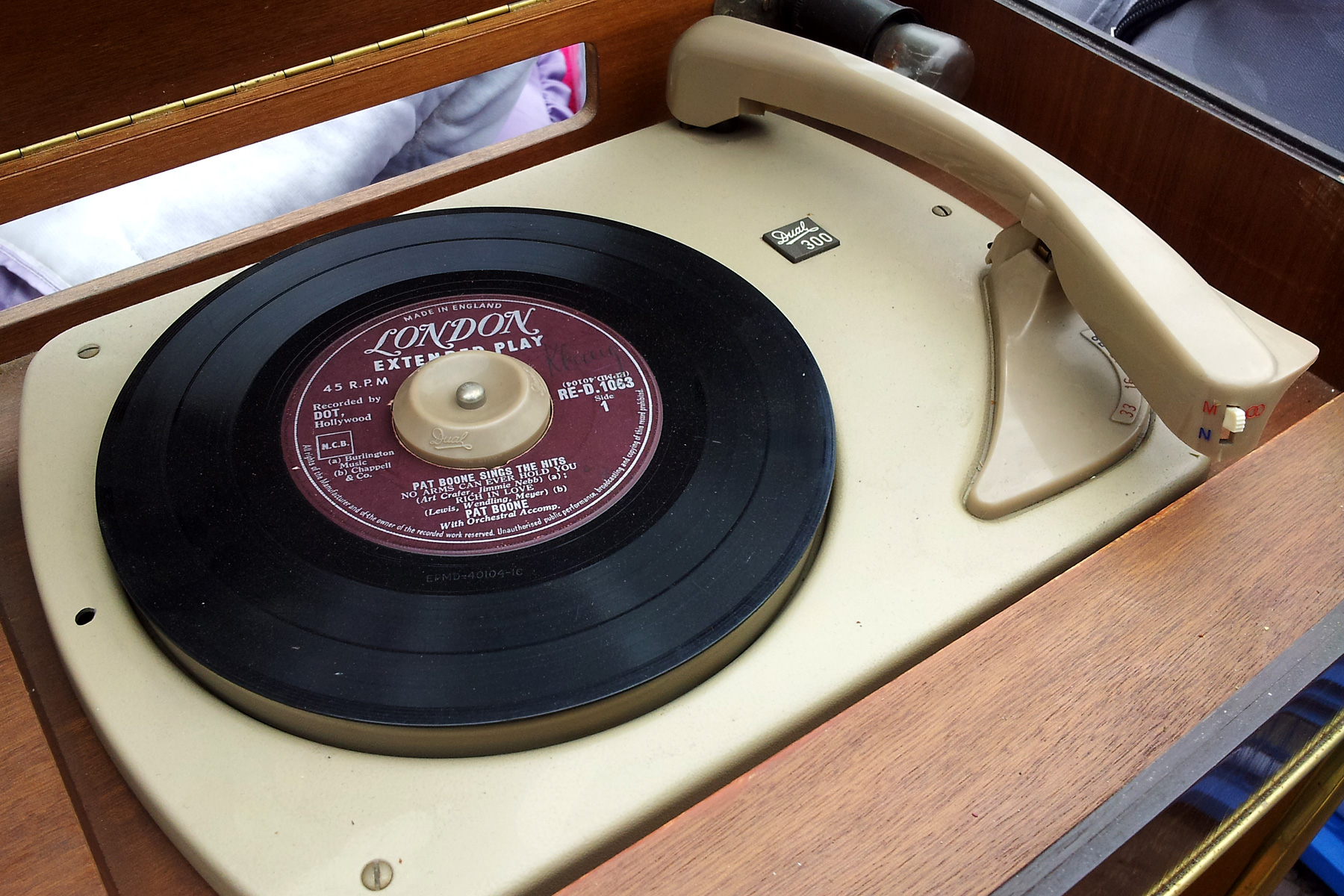
Tourne-disque Dual 300.

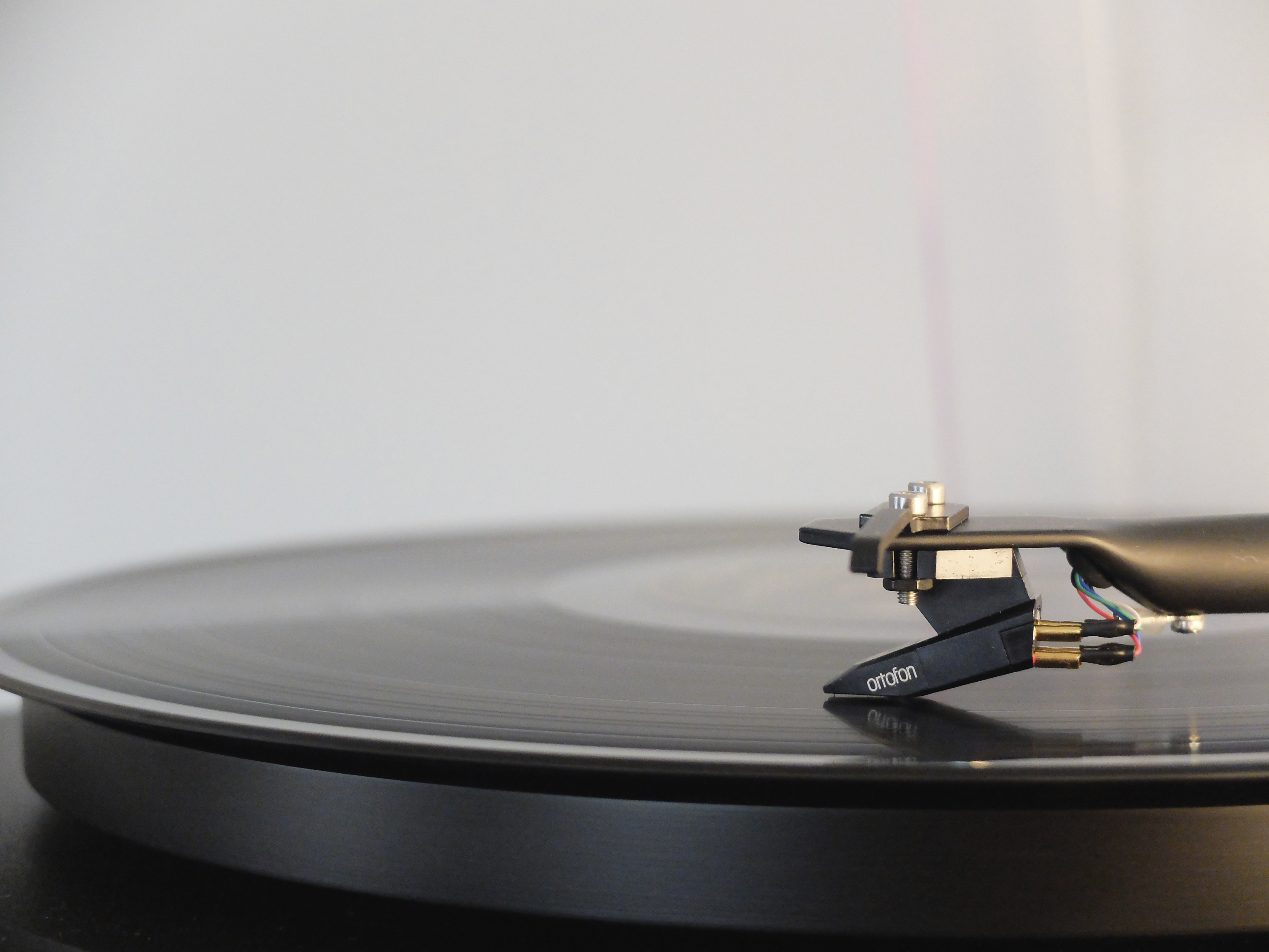
Détail de la tête de lecture d'un microsillon.

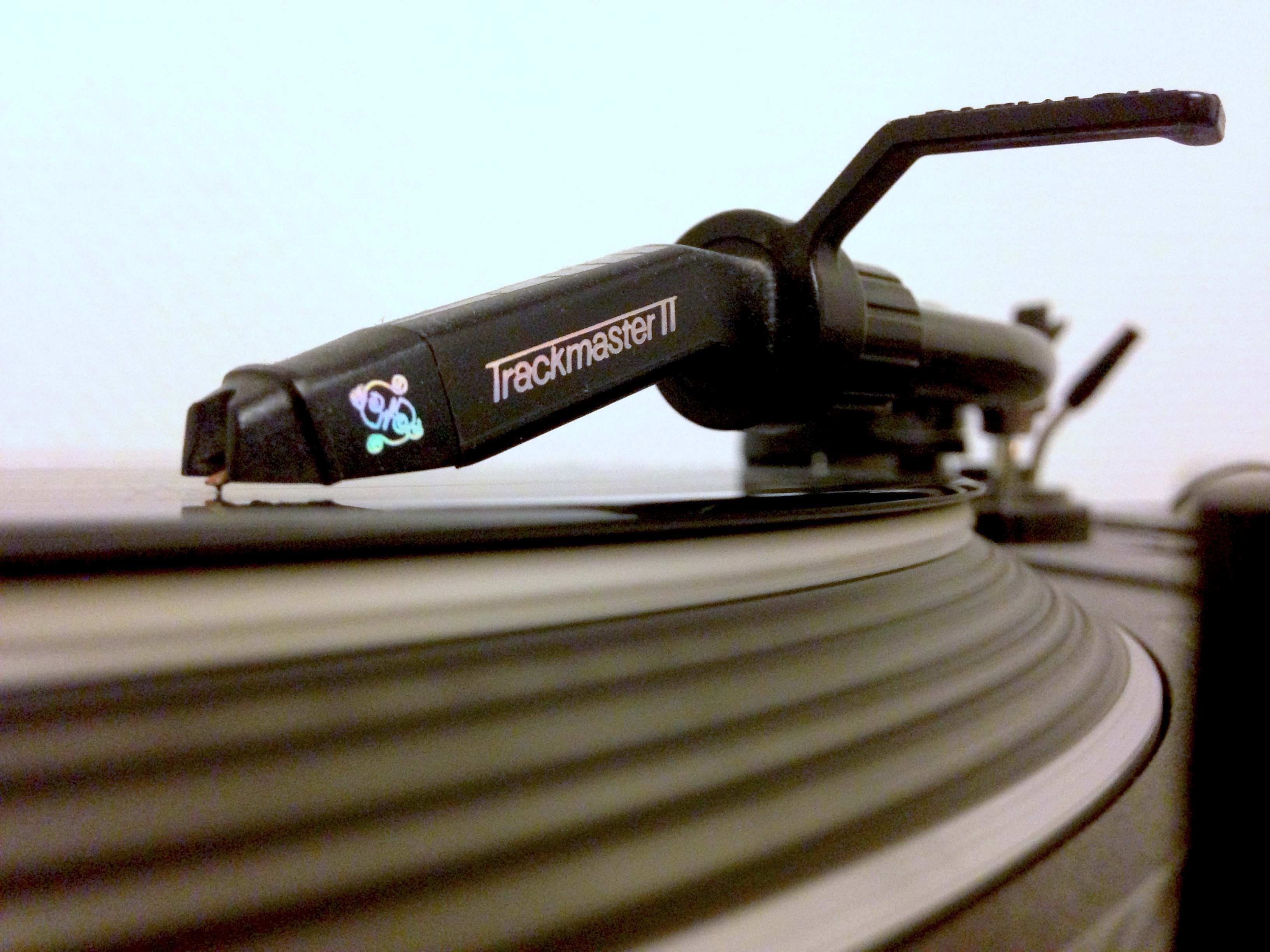
Tête de lecture d'un disque vinyle en fonctionnement.

Le disque est posé sur un plateau tournant à une vitesse constante (vitesse angulaire constante). Un bras pivotant librement et équilibré de façon à s'appuyer légèrement sur le disque porte la tête de lecture, ou cellule. Un stylet muni d'une pointe en saphir ou, plus récemment, en diamant est posé dans le sillon, qui va guider le bras de lecture du début à la fin. Le stylet transmet les déviations du sillon à un transducteur électromagnétique ou piézoélectrique qui transforme ces vibrations en signal électrique.
Grâce à l'amplificateur électronique, la puissance mécanique récupérée peut être extrêmement faible, ce qui permet une force d'appui limitée à quelques grammes et une usure moins rapide du sillon et de la pointe. Les saphirs ont été remplacés dans les années 1960 par des diamants dont l'usure est environ dix fois moins rapide.
L'usure du disque se manifeste surtout dans les aigus. Les fréquences au-delà de 10 kHz sont rapidement dégradées car elles induisent de fortes pressions dynamiques sur la pointe de lecture. La pointe de lecture s'use également à la longue et doit être changée régulièrement pour garder la meilleure qualité du son. Pour essayer de reproduire le mouvement du burin qui a gravé le disque, on utilise des aiguilles à diamants elliptiques. Les disc jockeys utilisent des aiguilles à pointe sphérique, plus adaptées au scratch ; cette forme de pointe a toutefois tendance à user les disques plus rapidement par la pression plus importante exercée sur les flancs du sillon[réf. souhaitée].
La lecture d'un disque est entachée de plusieurs sources d'erreurs :
- Erreur de piste : Le frottement du diamant sur le disque n'étant pas dans l'axe du bras, il exerce sur celui-ci un couple vers le centre. Le diamant, légèrement poussé, ne suit pas exactement le fond du sillon. Ce décalage entraîne une réduction de la séparation entre la vibration latérale et la vibration verticale. Augmenter la pression sur la pointe de lecture entraîne une usure plus rapide du disque et du diamant. La plupart des bras de platines haute fidélité sont équipés d'un mécanisme compensateur nommé par le terme anglais antiskating. Un diamant usé, qui ne touche plus au sillon au milieu du flanc, crée une erreur de piste.
- Erreur de trajectoire : Le bras de lecture décrit un arc de cercle. L'axe de la tête de lecture ne peut être parallèle au sillon que deux fois au plus. Le reste du temps, le mouvement latéral de l'aiguille, qui transmet le signal monophonique, n'est pas perpendiculaire à la gravure, ce qui produit une distorsion harmonique[réf. souhaitée]. Les bras tangentiels n'ont pas ce défaut, mais induisent une plus grande complexité.
- Erreur angulaire : Le diamant touche les bords du sillon en deux points qui ne correspondent pas aux arêtes du burin qui a fait la gravure. Le diamant elliptique s'en approche mieux qu'une pointe ronde. L'erreur est plus importante dans les fréquences élevées.
- Bruit de surface : C'est un bruit de frottement qui est dû à un vinyle insuffisamment lisse.
- Poussières : Le dépoussiérage est difficile car le vinyle, comme la gomme-laque qui l'a précédé, est électrostatique malgré les traitements et additifs ; le frottement de l'aiguille le charge et il attire la poussière. Les gravures fines, plus étroites que les poils des brosses courantes, sont difficiles à dépoussiérer.
- Longueur d'un tour : Les spires du centre du disque sont beaucoup moins longues que celles de la périphérie. Y graver ou y lire une fréquence de plus de 10 kHz est illusoire. La vitesse linéaire de la pointe sur le sillon est, pour un 33 tours, d'environ 0,5 m/s à l'extérieur, la moitié à l'intérieur.
- Vitesse de rotation du disque : En principe inaudible avec un matériel correct.
- Vibrations : Une mauvaise conception des pieds de la platine retransmet les pollutions externes, les vibrations du moteur issues de l’entraînement : galet en caoutchouc de liaison plateau et axe moteur, le système à courroie (le plus courant) et les vibrations diverses de fonctionnement mécanique de la platine, peuvent perturber la lecture. Les platines professionnelles et celles haut de gamme grand public sont pourvues d'un moteur pas à pas à entraînement direct du plateau, que pilote un oscillateur électronique très stable à quartz.
- Bruits dans le signal : Ils peuvent provenir d'un problème de masse électrique. Pour éviter cela, bon nombre de platines ont un fil supplémentaire à brancher sur le châssis de l'amplificateur ou de la table de mixage.

Un système à lecture laser pour disque vinyle ELP Laser Turntable est fabriqué au Japon depuis le début des années 1990. Il est rare et cher. Plusieurs faisceaux laser sont utilisés durant la lecture. Certains d'entre eux ont pour seule tâche de diriger le faisceau laser de lecture. Le système peut lire des disques griffés, gondolés, cassés et il n'use pas le disque car aucune tête de lecture n'est en contact. Il est recommandé de posséder une machine de nettoyage de disque vinyle par vide d'air car la platine laser ne fonctionne correctement qu'avec des disques parfaitement propres.

### Courbe de réponse, dynamique et diaphonie
Lors de la fabrication de la matrice, les fréquences aiguës sont renforcées et les graves sont atténuées selon la courbe RIAA. Cela permet d'avoir une dimension de gravure plus régulière et évite aux aigus de se perdre dans le bruit de fond et aux graves d'envoyer le burin dans la spire voisine. La déviation du sillon réduite dans les graves permet de rapprocher les spires, et donc d'allonger la durée des faces ; en contrepartie, l'amplification des basses a l'inconvénient d'augmenter le rumble en lecture. La lecture s'effectue avec la courbe inverse.
La dynamique du vinyle microsillon est environ de 45 dB à 50 dB. En comparaison le disque compact a une dynamique de 92 dB, tandis que celle des meilleurs microphones est d'environ 70 dB.
La séparation des canaux stéréo, ou diaphonie, est moins bonne et n'est que de 20 dB à 30 dB. En comparaison le disque compact a une diaphonie de 96 dB.

## Fabrication
Le disque vinyle est un support de diffusion de masse. Contrairement à d'autres media contemporains comme la cassette audio, la fabrication du premier disque demande beaucoup de travail, sa reproduction répartit les coûts entre des milliers d'exemplaires.
L'enregistrement s'effectuait normalement par magnétophone, permettant tous les perfectionnements du mixage et du montage, bien qu'on ait produit quelques disques enregistrés directement sur cire.

### Gravure

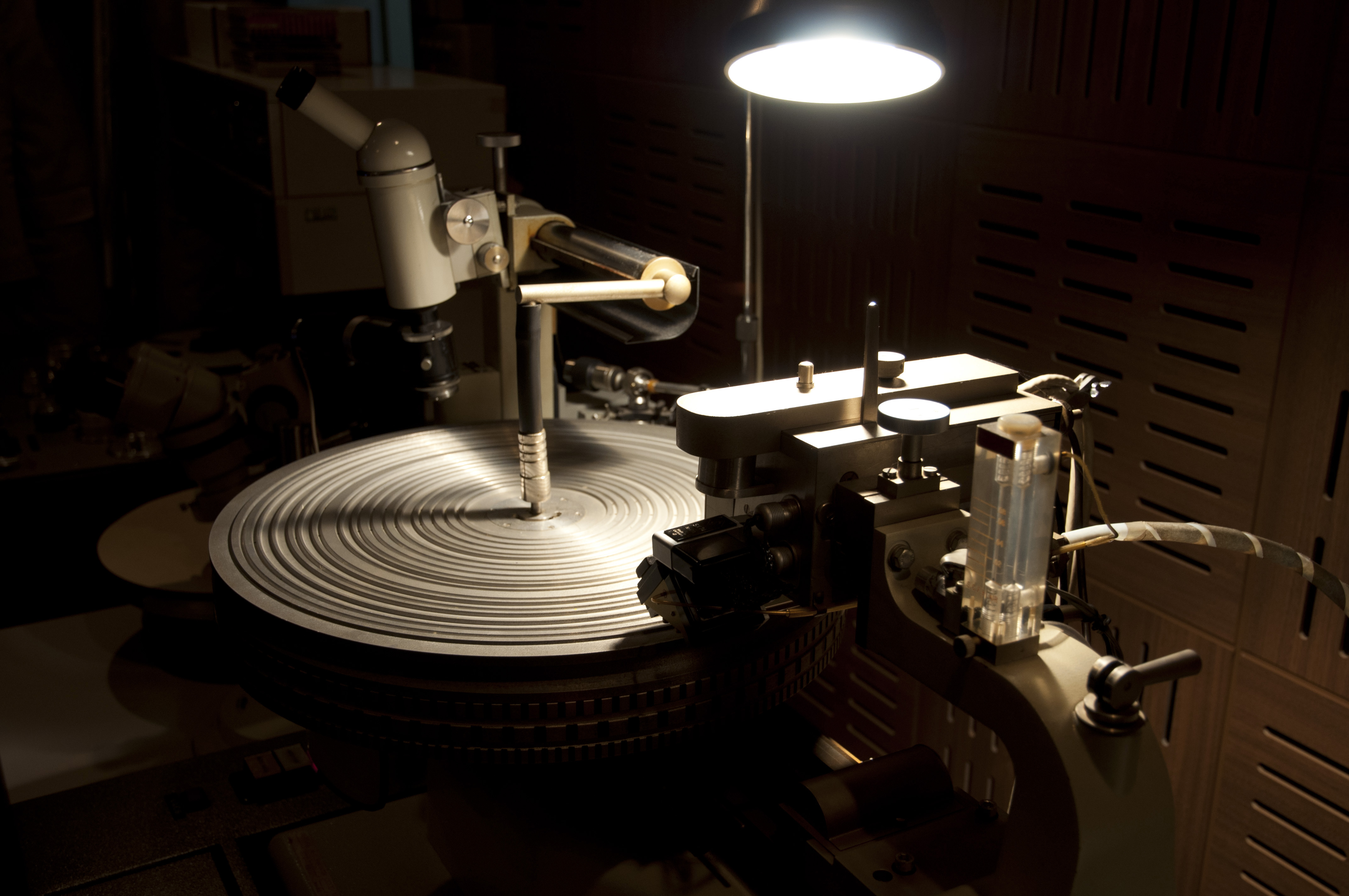
Machine destinée à la gravure de la matrice.

La première étape consiste à graver une galette lisse constituée d'un disque d'aluminium recouvert de laque nitrocellulosique. Un burin en saphir ou en diamant chauffé par un fil résistant grave un sillon en spirale, entraîné par une vis sans fin de l'extérieur vers le centre tandis qu'un moteur fait tourner le disque à une vitesse régulière. Un dispositif électromagnétique communique au burin de petits mouvements répondant au signal, dans le sens latéral pour le signal monophonique, et dans le sens vertical pour la différence entre canaux, s'il y a lieu. Au microscope, on peut voir les ondulations des sillons qui ne doivent jamais se chevaucher. Un touché limité des bords des sillons est autorisé[réf. souhaitée]. L'avancement du burin est accéléré au début du disque et entre chaque plage pour faciliter leur identification visuelle par l'utilisateur pour y positionner la tête de lecture. L'avancement est également accéléré à la fin du disque pour indiquer que la dernière piste a été lue et retirer le bras de lecture. Un numéro d'identification de matrice est gravé près de la spire la plus courte.
Lors de la gravure, le burin découpe un copeau aspiré par une buse à vide pendant la coupe. Le plan de coupe est légèrement incliné par rapport au rayon du disque[réf. souhaitée].
Optimisations : du fait de la vitesse angulaire constante tout au long de la lecture du disque, la vitesse relative de la tête de lecture par rapport au disque diminue. Ceci entraîne une diminution progressive de la bande passante entre le début du sillon (à l'extérieur du disque) et la fin du sillon (près du centre du disque). Il est recommandé d'éviter de mettre les pistes contenant le plus d'aigus (charleys, cymbales, etc.) à la fin du disque car les fréquences élevées y subissent une légère perte, et de mettre les pistes avec le plus de dynamique en début de disque.

### Pressage du support

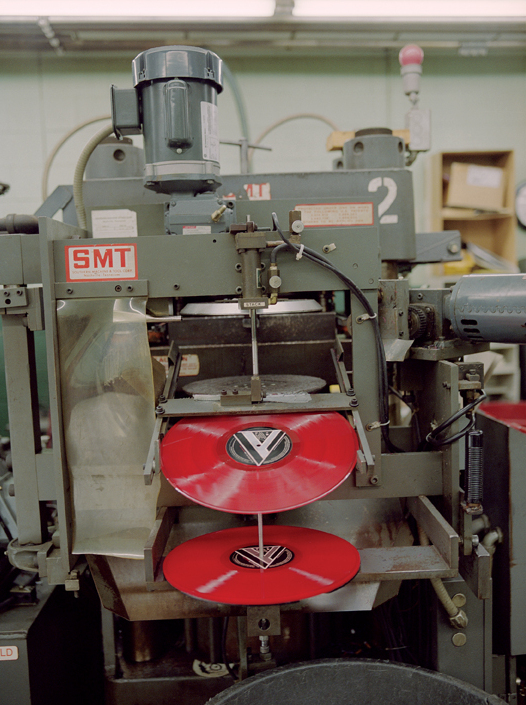
Pressage d'une version microsillon coloré de l'album As I Am d'Alicia Keys (2007).

Le disque gravé est recouvert de métal par galvanoplastie. On retire le disque pour qu'il ne reste qu'une matrice qui permettra dans une presse de produire des disques par pressage. On considérait qu'on pouvait en produire environ 10 000 mais que seuls les 1 000 premiers étaient de la meilleure qualité.

### Matière première
Les disques microsillons sont en général constitués d'un chloropolymère, le copolymère de chlorure de vinyle et d'acétate de vinyle, auquel est ajouté un système de stabilisation thermique (souvent à l'étain) ainsi que des additifs destinés à réduire le bruit de frottement de la tête de lecture et différents pigments selon la couleur souhaitée.
Parmi les leaders de la fabrication de matière première pour les disques microsillons, on compte notamment le français Resinoplast.

### Enregistrement direct-sur-disque
Cette méthode était la seule possible au début du 78 tours. La faible force mécanique des ondes sonores captées par un cornet gravait directement le support, avec toutes les limitations inhérentes. Dès que l'amplification électronique a permis la gravure électrique, cette technique n'a plus servi que pour des dictaphones. Les tourne-disques enregistreurs comme ceux qui équipaient les émetteurs de radio afin d'avoir une preuve de la teneur des programmes fonctionnaient de la même manière, avec l'avantage de pouvoir se placer à distance de la source sonore.
Le disque microsillon est presque toujours gravé à partir d'un enregistrement intermédiaire, bien que des enregistrements « directs-sur-disque » (électriques) de la matrice ont été effectués dans les années 1970 et reproduits en démonstration en 2001.

## Désignations
| Diamètre en cm | Diamètre en pouces | Tr/min |                                                                           |
| --- | ------------------ | ------ | ------------------------------------------------------------------------- |
| 30 cm (31 × 31 cm) | 12″                | 33 1⁄3 | 40 à 60 minutes (en français : album, en anglais : Long play, LP)         |
| 30 cm (31 × 31 cm) | 12″                | 45     | Maxi 45 tours, maxi single, et Extended play (EP)                         |
| 25 cm (26 × 26 cm) | 10″                | 16     | (LP) dix morceaux par face                                                |
| 25 cm (26 × 26 cm) | 10″                | 33     | Long play (LP)                                                            |
| 25 cm (26 × 26 cm) | 10″                | 45     | Extended play (EP)                                                        |
| 17,5 cm (18 × 18 cm) | 7″                 | 45     | Single                                                                    |
| 17,5 cm (18 × 18 cm) | 7″                 | 45     | Extended play (EP)                                                        |
| 17,5 cm (18 × 18 cm) | 7″                 | 33 1⁄3 | Format utilisé dans les années 1960 et 1970 pour les albums pour enfants. |
| Autres vocables |                    |        |                                                                           |
| - Sleeve ou cover : pochette - Gatefold cover : pochette dépliante ou à volets - Inserts : documents insérés - Picture disc : vinyles colorés, dessinés ou peints - Etches : gravures |                    |        |                                                                           |

### Par formats

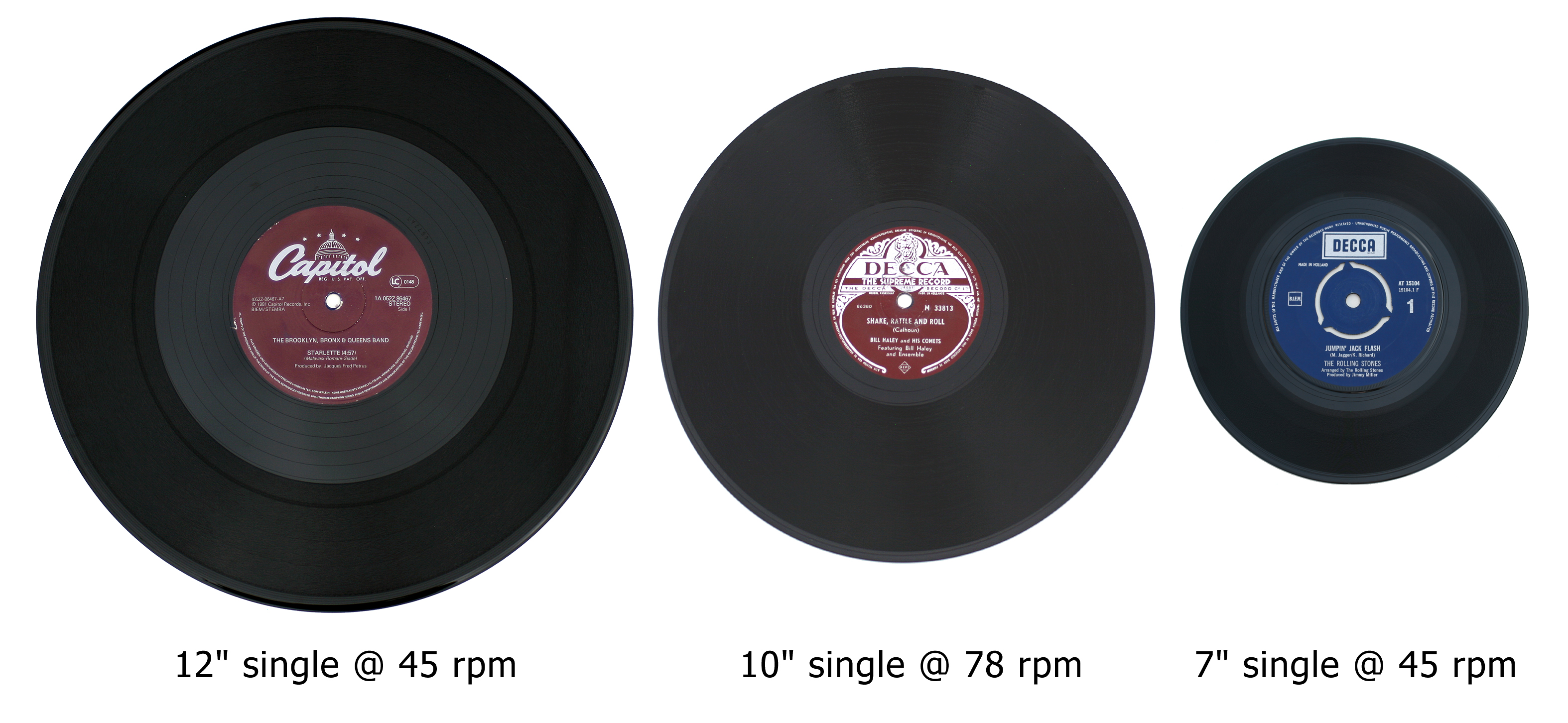
Trois exemples de diamètre de single : Maxi 45 tours 30 cm, simple 78 tours 25 cm, simple 45 tours 18 cm.

Les pays anglophones désignent d'ordinaire les disques microsillon par leur diamètre en pouces. Il arrive que l'on utilise aussi ces dénominations en France pour les disques vinyles venant des régions anglophones, mais on donne plutôt les diamètres approximatifs en centimètres.
- Sept pouces (18 cm) : Abrégé en « 7″ » soit 17,78 centimètres. Ce format sert habituellement pour les singles et plus généralement pour les 45 tours, plus rarement pour les maxi 45 tours ; dans les années 1960 et 1970, certains albums pour enfants sont sortis en 33 tours.

- Dix pouces (25 cm) : Abrégé en « 10″ » soit 25,4 centimètres. Ce format, courant jusqu'au début des années 1970 est devenu plus rare ensuite.

- Douze pouces (30 cm) : Abrégé en « 12″ » soit 30,48 centimètres. Ce format sert pour les albums et plus généralement pour les long play 33 tours, pour les maxi 45 et 33 tours, voire certains singles.

- Carte postale (Phonoscope) : Dans les années 1960, on a vendu sous la marque Phonoscope[d] des cartes postales comportant un sillon avec un enregistrement phonographique microsillon 45 tours et un trou pour la placer sur un électrophone normal. Le fabricant garantissait 200 lectures parfaites[27],[source insuffisante].

### Par types
Le néologisme « microsillon », traduction du terme « microgroove », inventé en 1947, a été créé pour lancer le nouveau procédé pressé sur vinyle face à l'ancien disque 78 tours avec « sillon normal ».
La différence de taille du sillon implique la lecture avec une pointe, un saphir ou un diamant, de taille différente. La lecture de disques à sillon normal sur une platine équipée d’un diamant conçu pour les microsillons, donne un bruit de fond dû au fait que cette pointe de lecture est trop fine par rapport au sillon du disque. Dans les années 1960 à 1980, il était possible de se procurer des « saphirs » réversibles, ayant un côté destiné aux microsillons et l’autre aux 78 tours.
Au cours des années 1960, un procédé de gravure permit de rapprocher automatiquement chaque spire du sillon durant les passages faibles (pianissimos) ou sans signal, par rapport aux passages de forts signaux (fortissimos), ceux-ci nécessitant un plus grand espacement entre chaque spire pour éviter qu'elles ne se rejoignent, permettant par rapport à un écartement linéaire constant, un gain de temps d'écoute, voire une meilleure qualité sonore dans les parties fortes.

#### Disque 45 tours

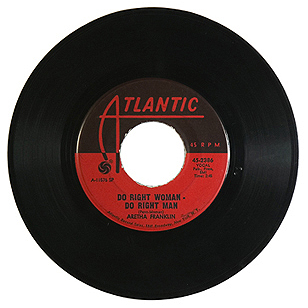
45 tours

RCA Records commercialise les premiers disques tournant à 45 tours par minute aux États-Unis le 10 janvier 1949 pour relancer et développer le marché des juke-boxes, ce qui explique le gros trou au centre. Ils ont généralement un diamètre de 17,5 cm (7 pouces) et contiennent une chanson par face. Ce sont les ancêtres des « CD deux titres » (aussi appelés « CD Single ») et, outre les machines juke-box, leur principale clientèle était les adolescents — sur une période s'étalant des années 1960 aux années 1990. Seuls les 45 tours étaient compatibles avec des mange-disques.
Le single comporte la chanson principale sur la face A, et une chanson secondaire ou inédite, ayant pour rôle de remplir la deuxième face. Par extension, la chanson secondaire est qualifiée de « face B », et beaucoup d'entre elles ne parurent pas dans les albums correspondants. Les Beatles ont, à quelques reprises, publié des 45 tours avec deux faces A. Certains groupes des années 1960 et 1970 ont ressorti certaines faces B près de trente ans plus tard, en tant que Bonus dans une réédition d'album en CD ou une compilation. Quelquefois, la face B était la version instrumentale ou karaoké de la chanson principale.
Il existe aussi des 7 pouces de quatre titres (super 45 tours) ; trop longs pour être appelés « single » mais trop courts pour être appelés « album », on les dit E.P. pour « Extended play ». Ils tournent généralement à 45 tours par minute et plus rarement à 33 tours par minute. Le marché français préférant les disques à quatre chansons à ceux de deux, ils ont dominé ce marché des années 1950 à la fin des années 1960. Les 45 tours singles n'étaient disponibles que pour les juke-boxes. À la fin des années 1960, ils se sont raréfiés au profit du 45 tours single, sans disparaître pour autant. Ils servent alors de support pour la musique enfantine, avec le plus souvent une pochette-livret avec le texte des chansons.
Quelques maxi 45 tours de 30 cm de diamètre ont été édités, principalement pour contenir de la musique classique. À la fin des années 1970, le maxi 45 tours (ou maxi-single, super-45T) se généralise principalement pour contenir des morceaux plus longs (de 5 à 20 minutes, parfois plus) liés aux musiques disco et funk qui bénéficient d'une exploitation en discothèque. Les maxi-45T ont été plébiscités également par les disc jockeys qui trouvaient leur manipulation plus aisée, alliée à une qualité de son supérieure. On trouve aussi sur ces disques des versions avec pistes supplémentaires remixées ou des morceaux inédits ne figurant pas sur l'album (les face B).
Certains vinyles ont même une face en 45 tours et une face en 33 tours. On a vu aussi des disques dont la lecture se fait du centre vers l'extérieur, comme c'est le cas aujourd'hui pour les CD. La reproduction sonore étant optimale sur les sillons les plus éloignés du centre du disque cette particularité permet une meilleure reproduction des musiques classiques qui vont généralement crescendo, c'est-à-dire se complexifient au fur et à mesure de l'avancée dans le morceau.

#### Disque 33 tours
Les disques tournant à 33,33 tours (soit trente-trois tours et un tiers de tour) par minute ont généralement un diamètre de 30 cm (12 pouces), ou plus rarement de 25 cm (10 pouces), au début de l'exploitation du disque vinyle et plus récemment pour certaines rééditions et certains disques de musique punk. Ils ont été mis au point par les ingénieurs du label Columbia Records en 1948. Les 33 tours de 17 cm (7 pouces) contiennent généralement six titres. Ils servent de support à des albums de chanson, à de la musique classique, à des bandes originales de films. Dans le domaine de la chanson, le format du disque 33 tours, d'une durée de 40 à 60 minutes, est à l'origine de la notion d'album, grâce au procédé microsillon (LP pour « Long play »).
Les 33 tours servaient aussi de support pour les maxi singles dans la Funk, Disco, etc. Comme la qualité sonore était meilleure que les 45 tours, beaucoup préféraient au lieu de sortir un 45 tours de 12 pouces, un 33 tours de 12 pouces avec sillons plus écartés, ou alors dans le cas où la version longue atteignait plus de 8 ou 10 minutes.
Dans le cadre des remasterings, ou des rééditions CD dans les années 1980 et 1990, certaines bandes originales d'album ont été perdues. Des ingénieurs et des assistants procédaient alors à des recherches de masters afin de s'en servir pour les rééditer en CD. Quand aucun master n'avait pu être retrouvé, ils utilisaient alors une version vinyle originale à l'état neuf, pour faire un repiquage afin de le remettre sur CD.

#### Disque 16 tours
Les disques tournant à 16 tours par minute, surtout destinés à servir de support à des textes parlés ou à des disques de musique de danse, n'ont pas connu un grand succès commercial. Ils doublaient  la durée d'écoute sur un même disque, arrivant à une quarantaine de minutes par face pour un 25 cm, au prix d'une baisse de la qualité de reproduction.
La vitesse lente implique la diminution de la reproduction des aiguës, reproduites par des détails trop infimes sur la gravure. La plupart des constructeurs de tourne-disques avaient prévu cette vitesse, mais cette option a disparu en quelques années. Les tourne-disques qui offraient cette option pouvaient aussi souffrir de problèmes de pleurage[réf. souhaitée].
Ces disques microsillons tournent exactement à 16 tours 2/3, la moitié de 33 tours 1/3. Ils sont apparus en 1957 et existent dans différents diamètres : 17 cm pour l'apprentissage des langues (utilisation scolaire), 25 cm pour quelques éditions commerciales (en France, les marques Vogue et Ducretet-Thomson en ont édité), 30 cm pour de longues œuvres littéraires ou des pièces de théâtre à destination des aveugles et des malvoyants.
Dans ce domaine, en France, l'Union des Aveugles de Guerre a publié de nombreux coffrets (de six à dix disques) comprenant jusqu'à une heure d'enregistrement par face. Les disques inclus dans ces coffrets ont pour particularité de présenter une étiquette centrale imprimée sur une face et, sur l'autre face, une étiquette noire avec le titre de l'œuvre écrite en braille. Aux États-Unis, la firme RCA a pressé de tels disques. Aux États-Unis toujours, de 1956 à 1958 la firme Columbia a pressé des disques 16 tours (diamètre 17 cm) pour son tourne-disques automobile « Highway Hi-Fi phonograph ». Ces disques avaient une durée de 40 à 45 minutes par face mais devaient être lus exclusivement sur le tourne-disque de voiture, le sillon, deux fois plus étroit, nécessitant une tête de lecture spécifique.

### Disques vinyle non standard
Au milieu des années 1970, une firme spécialisée (M.D.R - Magnetic Disc Recordings) avait mis sur le marché des disques vinyles 33 tours dits « Trimicron » qui proposaient près de 60 minutes par face, là où la durée moyenne est de 20 à 30 min, selon la qualité. Ce procédé utilisait l'espace non gravé entre chaque tour de disque (1 sillon — 2 espaces vides — 1 sillon) pour y graver deux sillons supplémentaires sur la même surface, ce qui triplait la durée de ceux-ci. Ces disques rares sont très fragiles, mais permettent de faire tenir une œuvre classique intégrale sur un seul et même disque 33 tr/min. Mais la dynamique du signal étant plus faible par rapport à un 33 tr/min standard, le procédé fut vite délaissé, car il nécessitait du matériel de lecture de haute qualité, ce qui coûtait relativement cher à l'époque.
La NSC Records de Détroit propose la NSC-X2 Groove Technology, qui combine deux sillons par face, de durée réduite[réf. nécessaire].
Il existe des machines de gravure, gravant des disques à l'unité (Vestax VRX-2000 par exemple) souvent utilisées par les DJ. Ces machines sont équipées d'un régulateur de la vitesse du plateau pitch et gravent le disque de l'extérieur vers l'intérieur du disque. Si l'on souhaite obtenir un disque « reverse » (se lisant de l'intérieur vers l'extérieur) avec ces machines, il faut inverser le sens de la piste sonore.

#### Disques vinyles quadriphoniques
Au début des années 1970, la stéréophonie avait un tel engouement auprès du public, que les producteurs de disques firent développer plusieurs systèmes quadriphoniques, pour reproduire la musique avec quatre enceintes acoustiques recevant quatre signaux différents : deux à l'avant, deux à l'arrière.
Utilisés principalement pour la musique classique, ces disques 33 tours compatibles avec les platines tourne-disques stéréo ou mono étaient parfois gravés à demi-vitesse pour une meilleure finesse. Vers la fin des années 1980, certains étaient déjà réalisés en enregistrement numérique (DDA, enregistrés sur magnétophone numérique, seul le disque étant analogique).
Plus chers à l'enregistrement, les procédés quadriphoniques ne trouvèrent pas suffisamment d'adeptes pour s'imposer. Les experts conclurent que, faute de disposer de quatre canaux enregistrés, la stéréophonie était le mieux qu'on puisse faire avec le disque microsillon. La quadriphonie a retrouvé plus récemment un regain d'intérêt avec la diffusion numérique multicanaux des enregistrements musicaux « Home Cinéma ».